# فرد مارشال
فرد مارشال (بالإنجليزية: Fred Marshall)‏ هو سياسي أمريكي، ولد في 13 مارس 1906 في الولايات المتحدة، وتوفي في 5 يونيو 1985 في نفس البلد. حزبياً، نشط في الحزب الديمقراطي.

## مناصب
- انتخب عضو  [لغات أخرى]‏.
- انتخب عضو  [لغات أخرى]‏.
- انتخب مندوب [الإنجليزية]‏ وقد انضم خلال فترته النيابية (1966 – )  للكتلة البرلمانية الحزب الديمقراطي.
- انتخب مدير (1941 – 1948).
- انتخب عضو  [لغات أخرى]‏ (1937 – 1941).
- انتخب عضو مجلس النواب الأمريكي وقد انضم خلال فترته النيابية (3 يناير 1949 – 3 يناير 1963)  للكتلة البرلمانية الحزب الديمقراطي.